# International Judo Federation
Die International Judo Federation (deutsch Internationale Judo-Föderation), kurz IJF, ist eine gemeinnützige Organisation mit Sitz in Budapest (Ungarn), die die nationalen und kontinentalen Judo-Verbände zusammenschließt. Aufgabe der IJF ist es, die Regeln für internationale Turniere festzulegen und für ihre Einhaltung zu sorgen.

## Ziele
Die Ziele, die sich die IJF selbst gesetzt hat, sind:
- Unterstützung der Beziehungen und der Zusammenarbeit zwischen den einzelnen Verbänden
- Vertretung der Interessen des Judos auf internationaler Ebene
- Organisation von/Mithilfe bei Veranstaltungen im Zusammenhang mit dem Judosport
- Verbesserung des Judotrainings und des internationalen Niveaus
- Entwicklung von Regeln, die den Judosport verbessern sollen

## Struktur

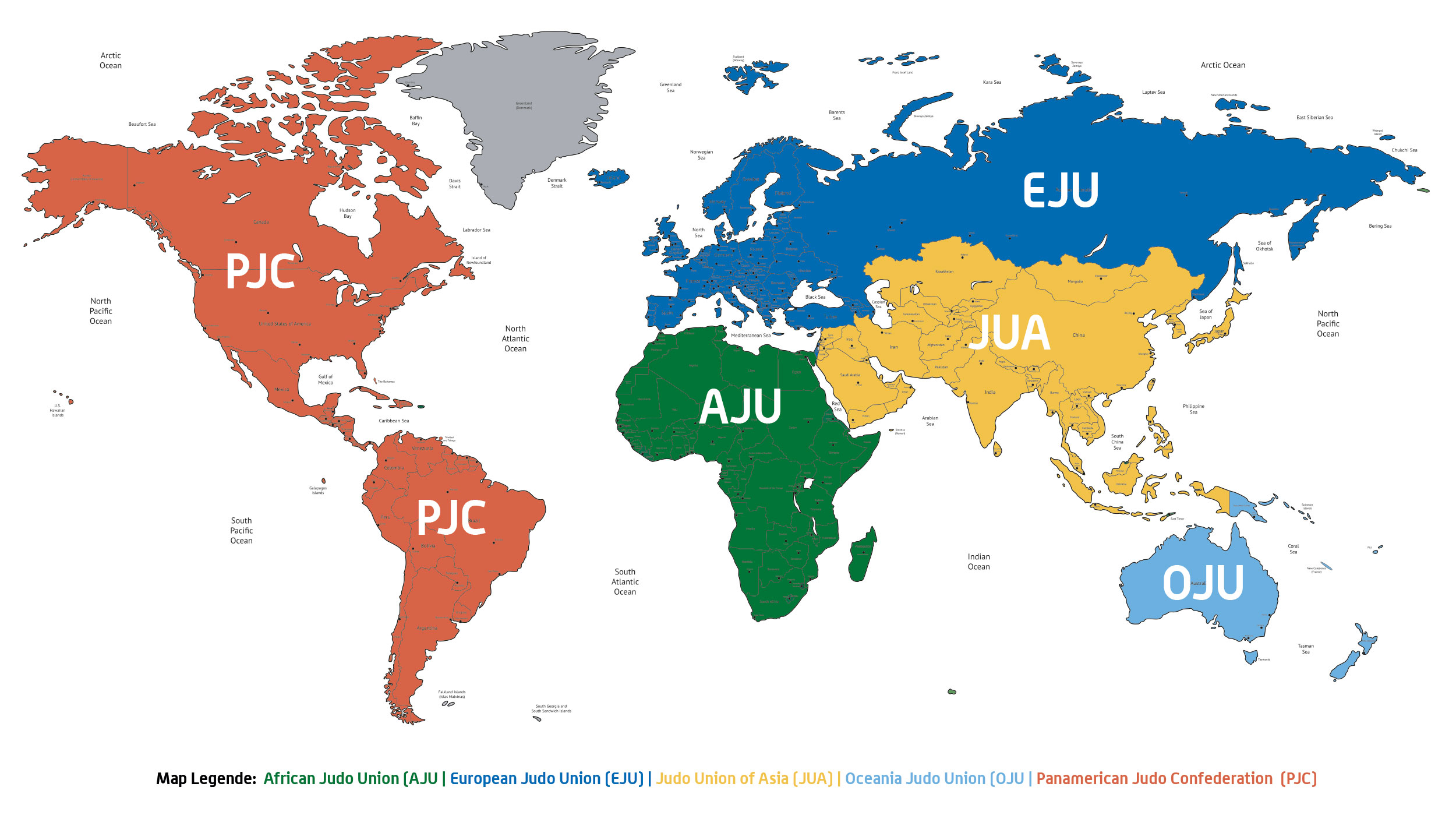
Karte der 5 kontinentalen Verbände

Die IJF besteht aus über 200 Nationalen Verbänden, welche sich noch mal in fünf Kontinentale verbände untergliedern. Satzungsgebendes Entscheidungsgremium ist der Kongress der Mitgliedsorganisationen, welcher alle zwei Jahre stattfindet (im Jahr vor und nach den Olympischen Sommerspielen). Außerdem gibt es das exekutive Komitee, welches aus dem Präsidenten und einer Liste von 15 bis 17 Vertretern nationaler Verbände besteht. Darüber hinaus gehören diesem die 5 Präsidenten der kontinentalen Verbände an, welche zugleich die Vizepräsidenten des IJF sind, sowie der Schatzmeister und der Generalsekretär. Die Mitglieder des exekutiven Komitee werden abgesehen von den Präsidenten der Kontinentalverbände alle vier Jahre vom Kongress gewählt. Zusätzlich gibt es eine Vielzahl von Kommissionen, welche sich um Themen wie Weiterentwicklung des Sportes, Ethik oder einzelne Gruppen im Sport kümmern (wie z. B. Frauen, Kinder, Kampfrichter).

### Liste der Präsidenten
| Präsident           | Zeitraum   |
| ------------------- | ---------- |
| Aldo Torti          | 1951–1952  |
| Risei Kanō          | 1952–1965  |
| Charles Palmer      | 1965–1979  |
| Shigeyoshi Matsumae | 1979–1987  |
| Sarkis Kaloghian    | 1987–1989  |
| Lawrie Hargrave     | 1989–1991  |
| Luis Baguena        | 1991–1995  |
| Yong Sung Park      | 1995–2007  |
| Marius Vizer        | 2007–Heute |

### Liste der kontinentalen Verbände
- Europäische Judo-Union (EJU)
- Judo Union of Asia (JUA)
- Pan American Judo Confederation (PJC)
- African Judo Union (AJU)
- Oceania Judo Union (OJU)

## Ereignisse

### Sperre des iranischen Judoverbands
Die International Judo Federation verhängte am 18. September 2019 gegen den Iran eine Schutzsperre, weil das Land immer wieder Sportler bei Turnieren absichtlich verlieren oder ausstiegen lässt, um israelische Gegner zu vermeiden. Ausschlaggebend waren Vorfälle bei den Weltmeisterschaften 2019 in Tokio. Durch die Schutzsperre ist der Iran vorläufig von allen Wettkämpfen sowie administrativen und sozialen Aktivitäten des Internationalen Verbandes ausgeschlossen. Am 22. Oktober 2019 wurde die vorläufige Schutzsperre in einen unbefristeten Ausschluss von den Wettkämpfen umgewandelt. Ab dem 16. September 2020 wird der Fall nach Einspruch des Irans vor dem Internationalen Sportgerichtshof (CAS) verhandelt.

### Suspendierung von Ehrenpräsident Putin
Am 27. Februar 2022 suspendierte der Verband den Ehrenpräsidenten und Botschafter der Sportart Wladimir Putin. Dies entschied der Verband, nachdem die russische Armee unter Putins Führung das Nachbarland Ukraine überfallen hatte.